# Waldbillig
Waldbillig (luxemburguès Waldbëlleg, alemany Waldbillig) és una comuna i vila a l'est de Luxemburg, que forma part del cantó d'Echternach. Comprèn les viles de Waldbillig, Christnach, Haller, Mullerthal i Freckeisen.

## Població
| Nacionalitat   | Població | %      |
| -------------- | -------- | ------ |
| luxemburguesos | 793      | 69,74% |
| Forasters      | 344      | 30,26% |
| - portuguesos  | 61       | 5,36%  |
| - francesos    | 25       | 2,20%  |
| - italians     | 10       | 0,88%  |
| - belgues      | 22       | 1,93%  |
| - alemanys     | 30       | 2,64%  |
| - iugoslaus    | 111      | 9,76%  |
| - altres       | 85       | 7,48%  |

| Any        | Població |
| ---------- | -------- |
| 15/02/2001 | 1.137    |
| 01/01/2002 | 1.220    |
| 01/01/2003 | 1.240    |
| 01/01/2004 | 1.292    |
| 01/01/2005 | 1.296    |

## Personatges il·lustres
- Michel Rodange, poeta